# Stazione di San Giovanni al Natisone
Stazione di San Giovanni al Natisone vasútállomás Olaszországban, San Giovanni al Natisone településen.

## Vasútvonalak
Az állomást az alábbi vasútvonalak érintik:
- Udine–Trieszt-vasútvonal

## Kapcsolódó állomások
A vasútállomáshoz az alábbi állomások vannak a legközelebb:
- Stazione di Manzano
- Stazione di Cormons